# Eduardo Lara
Eduardo Lara (Pradera, Valle del Cauca, 4 de septiembre de 1959) es un entrenador de fútbol colombiano. Se ha destacado como seleccionador de los combinados nacionales de Colombia, El Salvador y Guinea Ecuatorial. Actualmente no dirige a ningún club.

## Legado deportivo
Su hijo Luis Eduardo Lara Caña como futbolista profesional milito para el Deportes Quindío, Once Caldas, Florida Soccer y Centauros Villavicencio en Colombia, Pérez Zeledón, Alajuelense, Municipal Liberia y Punta Arenas en Costa Rica.

## Trayectoria

### Inicios
En sus inicios Lara entrenó al equipo aficionado Boca Juniors de Cali, su trayectoria como estratega comenzó con los títulos que ganó con todas las selecciones del Valle del Cauca en cada una de las categorías que orientó. Debido a este éxito, los dirigentes del Deportivo Cali le ofrecieron al técnico Lara el equipo de la categoría B el Expreso Palmira F. C., con el que estuvo cerca de lograr el ascenso a la Primera A en la temporada 2000 cuando acabó tercero;. Pero fue con el Deportes Quindío, con el que obtuvo su primer logro trascendental al ganar el título de la Primera B, tras el campeonato y el ascenso al torneo profesional, siguió vinculado al cuadro cuyabro por seis meses más en la temporada 2002. 

### Colombia
Lara fue nombrado técnico de la Selección Sub-17 en el 2002 y tuvo a su cargo el equipo que jugó el Suramericano Sub-17 de Bolivia donde logró el tercer puesto, luego fue cuarto en el Mundial de Finlandia del mismo año. En ese equipo dieron sus primeros pasos con la camiseta amarilla varios jugadores que hoy conforman la base del equipo de mayores: Fredy Guarín, Cristian Zapata, Pablo Armero y Adrián Ramos.
Dos años más tarde y con la misma base de jugadores pero reforzados con  Hugo Rodallega, Abel Aguilar, Falcao García y Dayro Moreno; Colombia volvió a ganar después de casi 20 años el título Sudamericano Juvenil con todos los méritos posibles; Además, Lara logró el subcampeonato en el Suramericano Sub-16, en 2004; las medallas de oro de los Juegos Bolivarianos de 2005 y Centroamericanos y del Caribe de 2006, ambos celebrados en suelo colombiano, y llevó a Colombia al Mundial Sub-17 de Corea del Sur, en 2007, en el que quedó eliminado en octavos de final tras perder 2-1 con Nigeria.
En el  2008 asumió de forma interina el cargo de entrenador de la selección mayor de Colombia. Tras la buena actuación del combinado cafetero en los partidos con Paraguay, que fue con derrota (0-1) y con Brasil (0-0), fue ratificado como técnico en propiedad de la selección mayor de Colombia.
En su siguiente juego, el 19 de noviembre de 2008, Colombia se reencontró con el gol, después de 704 minutos, ganándole 1-0 a la Selección de Nigeria en el Estadio Deportivo Cali, con gol de Radamel Falcao García. Sin embargo, el combinado cafetero no consiguió la clasificación al mundial 2010 causando la renuncia de Lara a la selección de mayores, volviendo así a la selección sub-20.
A comienzos del año 2011 Lara dirigió a la sub-20 de Colombia en el Sudamericano sub-20 buscando la clasificación a los Juegos Olímpicos de 2012 ya que por ser anfitrión del mundial sub-20 tenía la plaza asegurada, el balance sería el último puesto en el hexagonal final logrando tan solo 1 punto, producto de un empate sin goles ante Ecuador. A pesar de esto Lara siguió al frente de la selección.
En la Copa Mundial de Fútbol Sub-20 de 2011 en la cual Colombia era anfitrión, logró llevarse el primer puesto del grupo tras sendas victorias ante Francia, Malí y Corea. En octavos de final vencieron a Costa Rica por 3-2 y en cuartos de final cayeron derrotados ante México por un contundente 3-1. Tras la eliminación, Lara asumió la completa responsabilidad y dejó su continuidad al mando de la selección en manos de la Federación Colombiana de Fútbol, la cual lo retiró del cargo después de nueve años al frente del proceso.
| Equipo                                       | Torneo         | Partidos    | Partidos    | Partidos    | Partidos    | Partidos |
| Equipo                                       | Torneo         | PJ          | PG          | PE          | PP          | Efect %  |
| -------------------------------------------- | -------------- | ----------- | ----------- | ----------- | ----------- | -------- |
| Selección Sub-15 · Colombia                  |                |             |             |             |             |          |
| Amistosos                                    | Desconocido    | Desconocido | Desconocido | Desconocido | Desconocido |          |
| Campeonato Sudamericano Sub-16 de 2004       | 6              | 4           | 1           | 1           | 72.23%      |          |
| Campeonato Sudamericano Sub-15 de 2005       | 4              | 1           | 1           | 2           | 33.33%      |          |
| Campeonato Sudamericano Sub-15 de 2007       | 4              | 0           | 3           | 1           | 25%         |          |
| Total club                                   | 14             | 5           | 5           | 4           | 47.61%      |          |
| Selección Sub-17 · Colombia                  |                |             |             |             |             |          |
| Amistosos                                    | Desconocido    | Desconocido | Desconocido | Desconocido | Desconocido |          |
| Sudamericano Sub-17 (2003)                   | 7              | 3           | 3           | 1           | 57.15%      |          |
| Mundial Sub-17 (2003)                        | 6              | 3           | 2           | 1           | 61.11%      |          |
| Sudamericano Sub-16 (2004)                   | 6              | 5           | 1           | 0           | 88.89%      |          |
| Juegos Bolivarianos (2005)                   | 5              | 5           | 0           | 0           | 100%        |          |
| Sudamericano Sub-17 (2005)                   | 7              | 2           | 1           | 4           | 33.33%      |          |
| Sudamericano Sub-17 (2007)                   | 9              | 5           | 3           | 1           | 66.67%      |          |
| Mundial Sub-17 (2007)                        | 4              | 1           | 1           | 2           | 33.33%      |          |
| Total club                                   | 44             | 24          | 11          | 9           | 62.88%      |          |
| Selección Sub-20 · Colombia                  |                |             |             |             |             |          |
| Amistosos                                    | Desconocido    | Desconocido | Desconocido | Desconocido | Desconocido |          |
| Sudamericano Sub-20 (2005)                   | 9              | 7           | 2           | 0           | 85.19%      |          |
| Mundial Sub-20 (2005)                        | 4              | 3           | 0           | 1           | 75%         |          |
| Juegos Centro Americanos y del Caribe (2006) | 5              | 5           | 0           | 0           | 100%        |          |
| Sudamericano Sub-20 (2007)                   | 9              | 3           | 1           | 5           | 37.03%      |          |
| Juegos Panamericanos (2007)                  | 3              | 1           | 1           | 1           | 33.33%      |          |
| Sudamericano Sub-20 (2009)                   | 9              | 3           | 3           | 3           | 44.44%      |          |
| Sudamericano Sub-20 (2011)                   | 9              | 1           | 3           | 5           | 22.22%      |          |
| Mundial Sub-20 (2011)                        | 5              | 4           | 0           | 1           | 80%         |          |
| Total club                                   | 53             | 27          | 10          | 16          | 57.23%      |          |
| Selección Absoluta · Colombia                |                |             |             |             |             |          |
| Amistosos                                    | 5              | 4           | 0           | 1           | 80%         |          |
| Eliminatorias Mundialistas (2010)            | 11             | 5           | 1           | 5           | 48.48%      |          |
| Total club                                   | 16             | 9           | 1           | 6           | 58.33%      |          |
| Total Colombia                               | Total Colombia | 125         | 65          | 25          | 35          | 58.67%   |

### América de Cali
En diciembre de 2011 firmó contrato para dirigir al histórico América de Cali en la Primera B, para buscar el ascenso, en el primer semestre logra el título del apertura que le garantiza a los diablos Rojos el paso a la finalísima de ascenso; además de lograr la clasificación a la segunda fase de la Copa Colombia.
Luego fue despedido por su fracaso en la final contra Alianza Petrolera.

### Boyacá Chicó
El 18 de noviembre de 2014 se confirmó por parte de Eduardo Pimentel, que Lara dirigirá  al Boyacá Chico, para el primer semestre de año 2015. El 11 de mayo de 2015 tras la derrota 2-0 frente a Jaguares de Córdoba, Lara dejó de ser el técnico del Boyacá Chicó por los malos resultados obtenidos por Lara, producto de tres victorias, ocho empates y siete derrotas en 18 juegos disputados.

### El Salvador
Entre mayo de 2016 y diciembre de 2017 fuel el entrenador de las selecciones de El Salvador.
| Equipo                           | Torneo            | Partidos | Partidos | Partidos | Partidos | Partidos |
| Equipo                           | Torneo            | PJ       | PG       | PE       | PP       | Efect %  |
| -------------------------------- | ----------------- | -------- | -------- | -------- | -------- | -------- |
| Selección Sub-20 · El Salvador   |                   |          |          |          |          |          |
| Amistosos                        | 4                 | 1        | 3        | 0        | 50%      |          |
| Concacaf Sub-20 (2017)           | 5                 | 2        | 0        | 3        | 40%      |          |
| Total club                       | 9                 | 3        | 3        | 3        | 44.44%   |          |
| Selección Absoluta · El Salvador |                   |          |          |          |          |          |
| Amistosos                        | 4                 | 1        | 2        | 1        | 41.67%   |          |
| Copa de Oro 2017                 | 4                 | 1        | 1        | 2        | 33.33%   |          |
| Copa Centroamericana 2017        | 5                 | 2        | 1        | 2        | 46.67%   |          |
| Total club                       | 13                | 4        | 4        | 5        | 41.03%   |          |
| Total El Salvador                | Total El Salvador | 22       | 7        | 7        | 8        | 42.43%   |

### Guinea Ecuatorial
Entre febrero y agosto de 2018 fue el entrenador de la Selección de fútbol de Guinea Ecuatorial.

### Envigado FC
A finales del 2018 llega al Envigado FC, equipo que dirigió hasta el 23 de septiembre de 2019 tras 40 encuentros.

### Once Caldas
En enero de 2021 fue contratado por el Once Caldas; su equipo debutó el 18 de enero frente al Deportes Tolima, partido en el que dividieron honores empatando 1-1 en Ibagué.
Su primera victoria se dio el 6 de febrero en la fecha 5 derrotando 3-1 al Envigado FC en el Estadio Palogrande de Manizales.
Acabó el primer semestre con muy mal rendimiento al terminar en la posición 15°, ya que de 18 partidos ganó 3, empató 8 y perdió 7, con una diferencia de gol de -3, al convertir 20 goles y recibir 23; logrando 17 puntos de 54.
Fue destituido el domingo 15 de agosto por decisión del presidente al perder 0-1 con el Deportivo Pereira en el clásico cafetero; el equipo quedó en manos de Fernando Dortti, actual gerente deportivo del equipo "Albo" y asistente técnico de Javier Torrente en la campaña 2015-2016.

## Estadísticas

### Como formador
| Club                      | País     | Año |
| ------------------------- | -------- | --- |
| Selección Valle del Cauca | Colombia | ¿?  |
| Boca Juniors de Cali      | Colombia | ¿?  |

### Como entrenador

#### Clubes
| Expreso Palmira · Colombia  | 1ª                  | 2000                | 32  | 16 | 7  | 9  | -  | -  | -  | - | - | - | - | - | 32  | 16  | 7  | 9  | 59.38% |
| Expreso Palmira · Colombia  | Total               | Total               | 32  | 16 | 7  | 9  | 0  | 0  | 0  | 0 | 0 | 0 | 0 | 0 | 32  | 16  | 7  | 9  | 59.38% |
| Deportes Quindío · Colombia | 2ª                  | 2001                | 32  | 20 | 9  | 3  | -  | -  | -  | - | - | - | - | - | 32  | 20  | 9  | 3  | 71.88% |
| Deportes Quindío · Colombia | 1ª                  | 2002                | 22  | 7  | 9  | 6  | -  | -  | -  | - | - | - | - | - | 22  | 7   | 9  | 6  | 45.46% |
| Deportes Quindío · Colombia | Total               | Total               | 54  | 27 | 18 | 9  | 0  | 0  | 0  | 0 | 0 | 0 | 0 | 0 | 54  | 27  | 18 | 9  | 61.11% |
| América de Cali · Colombia  | 2ª                  | 2012                | 52  | 30 | 10 | 12 | 14 | 8  | 5  | 1 | - | - | - | - | 66  | 38  | 15 | 13 | 65.16% |
| América de Cali · Colombia  | Total               | Total               | 52  | 30 | 10 | 12 | 14 | 8  | 5  | 1 | 0 | 0 | 0 | 0 | 66  | 38  | 15 | 13 | 65.16% |
| Boyacá Chicó · Colombia     | 1ª                  | 2015                | 19  | 3  | 8  | 8  | 6  | 4  | 1  | 1 | - | - | - | - | 25  | 7   | 9  | 9  | 40%    |
| Boyacá Chicó · Colombia     | Total               | Total               | 19  | 3  | 8  | 8  | 6  | 4  | 1  | 1 | 0 | 0 | 0 | 0 | 25  | 7   | 9  | 9  | 40%    |
| Envigado FC · Colombia      | 1ª                  | 2018                | 2   | 1  | 1  | 0  | -  | -  | -  | - | - | - | - | - | 2   | 1   | 1  | 0  | 66.67% |
| Envigado FC · Colombia      | 1ª                  | 2019                | 32  | 8  | 13 | 11 | 6  | 0  | 5  | 1 | - | - | - | - | 38  | 8   | 18 | 12 | 36.84% |
| Envigado FC · Colombia      | Total               | Total               | 34  | 9  | 14 | 11 | 6  | 0  | 5  | 1 | 0 | 0 | 0 | 0 | 40  | 9   | 19 | 12 | 38.33% |
| El Nacional · Ecuador       | 1ª                  | 2020                | 4   | 1  | 2  | 1  | -  | -  | -  | - | - | - | - | - | 4   | 1   | 2  | 1  | 41.67% |
| El Nacional · Ecuador       | Total               | Total               | 4   | 1  | 2  | 1  | 0  | 0  | 0  | 0 | 0 | 0 | 0 | 0 | 4   | 1   | 2  | 1  | 41.67% |
| Once Caldas · Colombia      | 1ª                  | 2021                | 23  | 4  | 9  | 10 | 2  | 0  | 1  | 1 | - | - | - | - | 25  | 4   | 10 | 11 | 29.33% |
| Once Caldas · Colombia      | Total               | Total               | 23  | 4  | 9  | 10 | 2  | 0  | 1  | 1 | 0 | 0 | 0 | 0 | 25  | 4   | 10 | 11 | 29.33% |
| Alianza F.C. · El Salvador  | 1ª                  | 2023                | 23  | 10 | 9  | 4  | -  | -  | -  | - | 2 | 0 | 1 | 1 | 25  | 10  | 10 | 5  | 53.33% |
| Alianza F.C. · El Salvador  | Total               | Total               | 23  | 10 | 9  | 4  | 0  | 0  | 0  | 0 | 2 | 0 | 1 | 1 | 25  | 10  | 10 | 5  | 53.33% |
| Total en su carrera         | Total en su carrera | Total en su carrera | 218 | 90 | 68 | 60 | 28 | 12 | 12 | 4 | 0 | 0 | 0 | 0 | 246 | 102 | 80 | 64 | 52.3%  |
| 1. 2.                       |                     |                     |     |    |    |    |    |    |    |   |   |   |   |   |     |     |    |    |        |

#### En selecciones
| Selección                 | Periodo              | Periodo              | Totales | Totales | Totales | Totales | Totales     |
| Selección                 | De                   | A                    | PJ      | PG      | PE      | PP      | Rendimiento |
| ------------------------- | -------------------- | -------------------- | ------- | ------- | ------- | ------- | ----------- |
| Colombia Sub-17           | 2002                 | 2007                 | 44      | 24      | 11      | 9       | 62.88%      |
| Colombia Sub-15           | 2004                 | 2008                 | 14      | 5       | 5       | 4       | 44.44%      |
| Colombia Sub-20           | 2005                 | 2011                 | 53      | 27      | 10      | 16      | 57.23%      |
| Colombia Mayores          | 2008                 | 2009                 | 16      | 9       | 1       | 6       | 58.33%      |
| El Salvador Sub-20        | 2016                 | 2017                 | 9       | 3       | 3       | 3       | 44.44%      |
| El Salvador Mayores       | 2016                 | 2017                 | 13      | 4       | 4       | 5       | 41.03%      |
| Guinea Ecuatorial Mayores | 2018                 | 2018                 | ?       | ?       | ?       | ?       | ?           |
| Total en Selecciones      | Total en Selecciones | Total en Selecciones | 147     | 72      | 32      | 43      | 56.24%      |

## Palmarés

### Torneos nacionales
| Título               | Equipo           | País     | Año  |
| -------------------- | ---------------- | -------- | ---- |
| Categoría Primera B  | Deportes Quindío | Colombia | 2001 |
| Primera B (Apertura) | América de Cali  | Colombia | 2012 |

### Selecciones Colombia
| Título                          | Sede          | Equipo          | Año  |
| ------------------------------- | ------------- | --------------- | ---- |
| Copa Costa Atlántica            | Colombia      | Colombia Sub-17 | 2003 |
| Copa Telefónica                 | Perú          | Colombia Sub-17 | 2004 |
| Sudamericano Juvenil            | Colombia      | Colombia Sub-20 | 2005 |
| Torneo Juvenil de Busan         | Corea del Sur | Colombia Sub-20 | 2005 |
| Oro en los Juegos Bolivarianos  | Colombia      | Colombia Sub-17 | 2005 |
| Copa del Pacífico               | Panamá        | Colombia Sub-20 | 2006 |
| Oro en los Juegos Centro/Caribe | Colombia      | Colombia Sub-20 | 2006 |
| Cuadrangular de Puerto La Cruz  | Venezuela     | Colombia Sub-20 | 2008 |
| Cuadrangular de Asunción        | Paraguay      | Colombia Sub-20 | 2009 |
| Copa McDonald’s                 | Paraguay      | Colombia Sub-20 | 2010 |
| Cuadrangular de Arequipa        | Perú          | Colombia Sub-20 | 2010 |
| Torneo Esperanzas de Toulon     | Francia       | Colombia Sub-20 | 2011 |